# Orden de Tomáš Garrigue Masaryk
La Orden de Tomáš Garrigue Masaryk (en checo: Řád Tomáše Garrigua Masaryka) es una orden de la República Checa y de la desaparecida Checoslovaquia. Fue establecida en 1990 y restablecida como una distinción checa en 1994 tras la disolución de Checoslovaquia. El Presidente de la República Checa condecora a los ciudadanos que han realizado contribuciones excepcionales al desarrollo de la democracia, la humanidad y los derechos humanos. La orden consta de cinco clases, siendo la I la de más alta jerarquía. Este reconocimiento fue nombrado en honor a Tomáš Garrigue Masaryk, uno de los patriotas más prominentes defensores de la independencia checoslovaca y el primer Presidente de Checoslovaquia.
Por ley, el presidente de la República Checa tiene derecho a recibir la insignia de Clase I de esta orden al término de su mandato; le es conferida de por vida mediante una resolución adjunta emitida por la Cámara de Diputados y el Senado.

## Cintas de la Orden por clase
| I. Clase   |
| II. Clase  |
| III. Clase |
| IV. Clase  |
| V. Clase   |